# Сейдуба Сіссе
Сейдуба Сіссе (фр. Seydouba Cissé, нар. 10 лютого 2001, Дабола, Гвінея) — гвінейський футболіст, центральний півзахисник іспанського клубу «Леганес» та національної збірної Гвінеї.

## Ігрова кар'єра

### Клубна
Сейдуюа Сіссе народився у містечку Дабола і грати у футбол починав у місцевому клубі «Аттуга». Пізніше футболіст був на перегляді у складі бельгійського «Андерлехта» та в ряді данських клубів. Але не пройшов відбір і врешті в січні 2020 року опинився в складі іспанського «Леганеса», де починав грати на регіональному рівні.
Перед сезоном 2020/21 Сіссе був переведений у другий складі, який виступає у Терсера Дивізіоні. В першій команді півзахисник дебютував 10 вересня 2021 року у матчі проти «Спортінга» з Хіхона в розіграші турніри Сегунди. У лютому 2022 року футболіст продовжив контракт з іспанським клубом до 2026 року.

### Збірна
У 2017 році у складі збірної Гвінеї (U-17) Сіссе брав участь у юнацькій першості світу в Індії. На турнірі провів три поєдинки.
Першу гру в національній збірній Гвінеї Сейдуба Сіссе провів 5 червня 2022 року проти команди Єгипту в рамках відбору до Кубку африканських націй 2023 року.